# Albert Illingworth
Albert Holden Illingworth (25 mai 1865-23 janvier 1942), est un homme d'affaires britannique et homme politique libéral. Il est ministre des Postes entre 1916 et 1921 dans le gouvernement de coalition de David Lloyd George.

## Jeunesse et éducation
Il est le deuxième fils d'Henry Illingworth, de Bradford, membre d'une ancienne famille du Yorkshire, et de son épouse Mary, fille de Sir Isaac Holden, 1er baronnet. Percy Illingworth est son frère cadet. Il fait ses études au London International College et est devenu associé dans l'entreprise familiale Daniel Illingworth and Sons, filateurs et président d'Isaac Holden et Fils.

## Carrière politique
Dans une élection partielle de 1915, il est député pour Heywood, un siège qu'il occupe jusqu'à ce que la circonscription soit supprimée en 1918 ,, puis siège pour Heywood et Radcliffe jusqu'en 1921. Il sert sous David Lloyd George en tant que maître des postes de 1916 à 1921 et est admis au Conseil privé en 1916. En 1921, il est élevé à la pairie en tant que baron Illingworth, de Denton, dans la circonscription ouest du comté de York. La désignation territoriale dérive de Denton Hall qu'il avait acheté en 1920. Cependant, le domaine est vendu dès 1925. Après son élévation à la pairie, la circonscription de Heywood et Radcliffe est remportée lors de l'élection partielle par le candidat travailliste Walter Halls, un ouvrier agricole employé par Illingworth.

## Famille

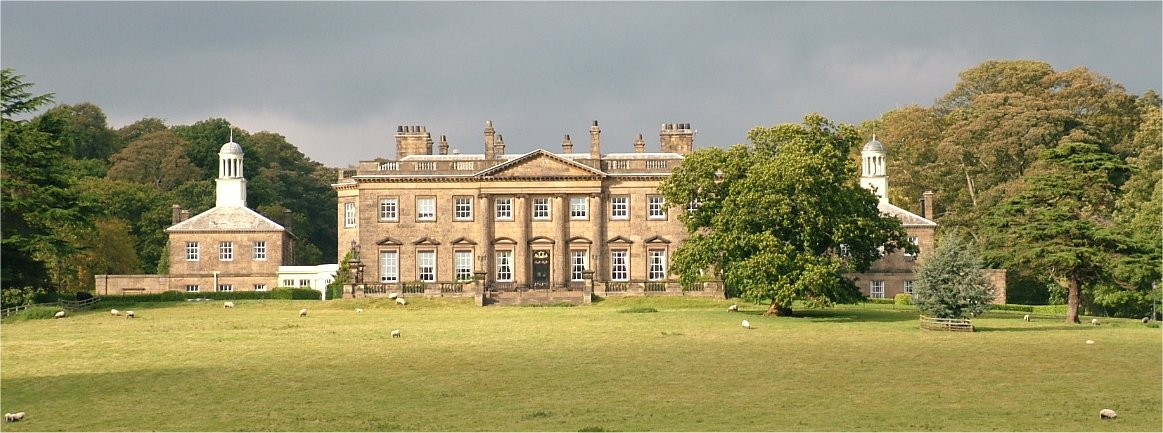
Denton Hall, le domaine acheté par Lord Illingworth en 1920.

Lord Illingworth épouse Annie Elizabeth, fille d'Isaac Holden Crothers, en 1895. Ils n'ont pas d'enfants et divorcent en 1926. Il épouse ensuite Margaret Mary Clare, fille de William Basil Wilberforce, en 1931. Ce mariage est également sans enfant. Illingworth est décédé en janvier 1942, à l'âge de 76 ans, et la baronnie a disparu. Sa deuxième épouse est décédée en 1986 .